# Declaração de Independência da Lituânia
A Declaração de Independência da Lituânia (em lituano:  Lietuvos Nepriklausomybės Aktas) ou Declaração de 16 de Fevereiro foi assinada pelo Conselho da Lituânia em 16 de fevereiro de 1918, proclamando a restauração de um Estado independente da Lituânia, governado por princípios democráticos, com Vilnius como sua capital. A Declaração foi assinada por todos os vinte representantes, presididos por Jonas Basanavičius. A Declaração de 16 de Fevereiro foi o resultado final de uma série de resoluções sobre o assunto, incluindo uma aprovada pela Conferência de Vilnius e a Declaração de 8 de Janeiro. O caminho para a Declaração foi longo e complexo devido à pressão exercida pelo Império Alemão ao Conselho a fim de formar uma aliança. O Conselho teve que cuidadosamente manobrar entre os alemães, cujas tropas estavam presentes na Lituânia, e as demandas do povo lituano.
Os efeitos imediatos do anúncio do restabelecimento da independência da Lituânia foram limitados. Publicação da Declaração foi proibida pelas autoridades alemãs, e o texto foi distribuído e impresso ilegalmente. O trabalho do Conselho foi obstruído, e os alemães guardaram o controle sobre a Lituânia. A situação mudou somente quando os alemães enfraqueceram-se após a Primeira Guerra Mundial, no outono de 1918. Em novembro de 1918 o primeiro Gabinete  da Lituânia foi formado, e o Conselho da Lituânia ganhou o controle sobre o território da Lituânia. A Lituânia independente, embora ainda estivessem por vir as Guerras de Independência, se tornou uma realidade.
Enquanto o documento original da Declaração foi perdido, seu legado continua. A Declaração lacônica é a base legal para a existência da Lituânia moderna, durante o período entre-guerras e desde 1990. A Declaração formulou os princípios constitucionais básicos que foram e ainda são seguidos por todas as Constituições da Lituânia. A própria Declaração foi um elemento essencial na fundação restabelecimento da independência da Lituânia em 1990. A Lituânia, desligando-se da União Soviética, enfatizou que estava simplesmente restabelecendo o estado independente que existiu entre as guerras mundiais e que a Declaração nunca perdeu seu poder legal.

## Contexto histórico e Conselho da Lituânia

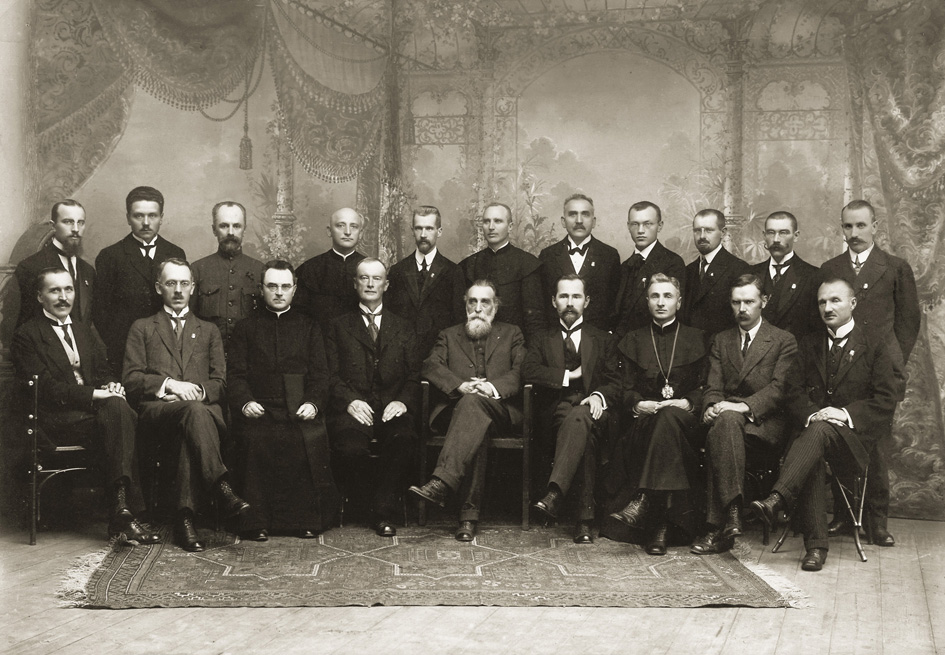
Os 20 membros originais do Conselho da Lituânia após assinarem a Declaração de 16 de Fevereiro de 1918.

Após a última Partição da Comunidade Polonesa-Lituana em 1795, a Lituânia foi anexada pelo Império Russo. Durante o século XIX, ambos os lituanos e os polacos tentaram restaurar sua independência. Eles se rebelaram durante a Levante de Novembro em 1830 e a Revolta de Janeiro em 1863, mas a primeira oportunidade realista chegou quando a Rússia e a Alemanha foram enfraquecidas durante a Primeira Guerra Mundial.
Em 1915, a Alemanha ocupou partes a oeste do Império Russo. Após a Revolução Russa em 1917, a Alemanha concebeu a estratégia geopolítica da Europa central – uma rede regional de estados fantoches que serviriam como uma zona amortecedora – e concordou permitir a Conferência de Vilnius, esperando que ela proclamaria que a nação lituana queria se desatar da Rússia e estabelecer uma relação mais próxima com a Alemanha. Entretanto, esta estratégia teve efeito contrário; a conferência, que aconteceu de 18-22 de setembro de 1917, adotou a resolução que uma Lituânia independente deveria ser estabelecida e que uma relação mais próxima com a Alemanha seria condicional ao reconhecimento formal do novo estado. Em 21 de setembro, os 214 presentes na conferência elegeram um Conselho da Lituânia de 20 membros para codificar esta resolução. As autoridades alemãs não permitiram que essa resolução fosse publicada, mas permitiram que o Conselho prosseguisse. A Conferência de Vilnius também resolveu que uma assembleia constituinte deveria ser eleita por voto popular assim que possível.

## Caminho para a Declaração de 16 de Fevereiro

### Declaração de 11 de Dezembro
A Declaração de 11 de Dezembro foi o segundo estágio na progressão rumo à Declaração de Independência final. O primeiro esboço, requerido pelo chanceler Georg von Hertling, foi preparado pelo Ministro das Relações Exteriores alemão em 1 de dezembro. Mudanças adicionais foram preparadas conjuntamente pela chancelaria alemã e por uma delegação do Conselho da Lituânia. Os membros da delegação eram Antanas Smetona, Steponas Kairys, Vladas Mironas, Jurgis Šaulys, Petras Klimas e Aleksandras Stulginskis. Após discussão entre as partes, um acordo foi alcançado no texto do documento. O representante alemão, Kurt von Lersner, insistiu que nenhuma letra deveria ser mudada no texto acordado e que os membros do Conselho deveriam assinar o documento.
Após a delegação ter retornado a Vilnius, uma sessão do Conselho aconteceu em 11 de dezembro a fim de discutir a Declaração. Foi adotada sem quaisquer mudanças adicionais. Quinze votaram a favor da Declaração, três votaram contra, um membro se absteve, e um não participou. Não é inteiramente certo se todos os membros do Conselho assinaram este documento. A Declaração foi escrita em alemão, e aparentemente nenhuma tradução oficial lituana foi preparada. Por essa razão, diferentes fontes fornecem traduções ligeiramente diferentes. A Declaração de 11 de Dezembro pronunciou a independência da Lituânia, mas também pediu ao governo alemão por proteção (artigo 2) e requereu "uma firme e permanente aliança" com a Alemanha. Uma vez que a Declaração especificou que a aliança deveria ser formada baseada em convenções a respeito de assuntos militares, transportação, direitos alfandegários e moeda, muitos lituanos argumentaram que o Conselho havia excedido sua autoridade: a resolução de Setembro adotada  pela Conferência de Vilnius claramente demandava que uma assembleia constituinte decidisse estes tópicos cruciais de estado.

### Declaração de 8 de Janeiro

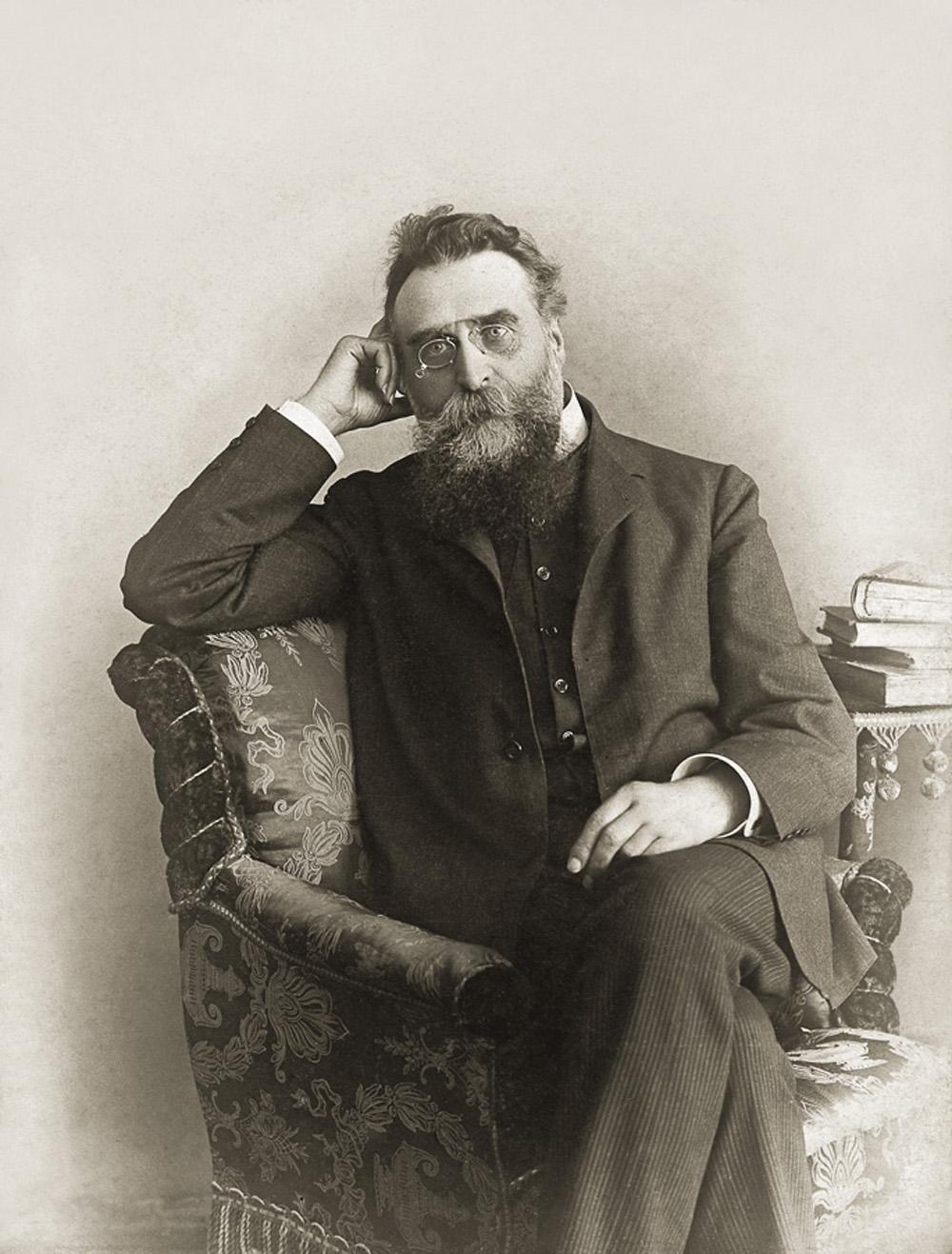
Jonas Basanavicius, o presidente do Conselho quando a Declaração de 16 de Fevereiro foi assinada

Quando conversas de paz entre Alemanha e Rússia começaram em 1918, autoridades alemãs pediram aos representantes lituanos que preparassem duas notificações de independência — uma para a Rússia, na qual os laços da Lituânia com a Rússia seriam condenados e nada seria mencionado sobre uma aliança com a Alemanha, e uma versão a ser lançada na Alemanha que essencialmente repetiria a Declaração de 11 de Dezembro. O Conselho decidiu modificar a primeira parte da Declaração de 11 de Dezembro. Petras Klimas incluiu uma sentença pedindo a assembleia Constituinte. Outro desenvolvimento importante foi a declaração que princípios democráticos seriam a base do governo do novo estado, algo que foi declarado pela Conferência de Vilnius, mas omitiu a Declaração de 11 de Dezembro. A segunda parte, mencionando a "firme e permanente aliança com a Alemanha", foi completamente omitida. Sua versão final foi aprovada em 8 de janeiro de 1918, o dia em que o Presidente dos Estados Unidos Woodrow Wilson anunciou seus Quatorze Pontos. Em sua essência, a Declaração de 8 de Janeiro não diferiu da Declaração de 16 de Fevereiro.
Entretanto, Ober Ost, a administração militar alemã, rejeitou as mudanças. Em 26 de janeiro, em conformidade com o pedido anterior, as duas versões da notificação foram aprovadas, mas elas não incluíram as mudanças de 8 de janeiro. Os textos foram preparados baseados na Declaração de 11 de Dezembro. Estas concessões aos alemães criaram tensões entre os membros do Conselho. Quatro membros – Mykolas Biržiška, Steponas Kairys, Stanisław Narutowicz e Jonas Vileišis – renunciaram ao Conselho em protesto. O presidente do Conselho,
Antanas Smetona, que apoiava a Declaração de 11 de Dezembro, abdicou. Jonas Basanavicius, que mais tarde seria chamado de patriarca da independência, foi eleito como presidente.

### Declaração de 16 de Fevereiro
A Alemanha falhou em reconhecer a Lituânia como um estado independente, e a delegação lituana não foi convidada para as negociações de Brest-Litovsk que começaram em 22 de dezembro de 1917 entre as Potências Centrais e a Rússia a fim de resolver reivindicações territoriais. Durante a primeira e última sessões oficiais conjuntas entre o Conselho e as autoridades alemãs, foi deixado claro que o Conselho serviria apenas como uma junta consultiva. Esta situação deu apoio adicional àqueles membros do Conselho que estavam buscando independência sem quaisquer laços com outros países. A principal preocupação neste ponto foi em convidar de volta aqueles membros que haviam deixado o Conselho. Negociações foram empreendidas que levaram à reformulação das versões anteriores da Declaração.
Os quatro membros afastados exigiram que o Conselho retornasse à Declaração de 8 de Janeiro e omitisse a menção de qualquer aliança com a Alemanha. Após debates calorosos que duraram várias semanas, em 15 de fevereiro, às 10 horas, a nova revisão da Declaração estava pronta. Ela incluía, com pequenas mudanças estilísticas, o conteúdo da Declaração de 8 de Janeiro e a promulgação e notificação, esboçadas em 1 de fevereiro. Promulgação e notificação não possuem peso legal e não modificam o significado de um documento legal. O Conselho, incluindo os membros afastados, foi convidado a retornar no dia seguinte para sua finalização. No dia seguinte, 16 de fevereiro de 1918, às 12h30min, todos os vinte membros do Conselho se reuniram na sala do Comitê Lituano em Suporte às Vítimas de Guerra, em 30 Didžioji Street em Vilnius. O edifício desde então ficou conhecido como Casa dos Signatários (em lituano:  signataru namai) e abriga um museu. O Conselho primeiramente votou para aprovar a primeira parte, os primeiros dois parágrafos até a palavra drauge, da Declaração. Esta seção foi aprovada unanimemente. A segunda parte, entretanto, não recebeu apoio dos quatro membros afastados porque eles não estavam satisfeitos com a palavra "finalmente" na descrição dos deveres da assembleia Constituinte (em "...a fundação do estado lituano e suas relações com outros países serão finalmente determinadas pela assembleia Constituinte..."). Eles temiam que esta palavra daria pretexto para o Conselho usurpar os poderes da assembleia Constituinte, enquanto a maioria argumentou que a palavra simplesmente expressava a natureza não negociável e não apelável das decisões futuras da Assembleia. Portanto, a Declaração foi unanimemente aprovada, mas não possuía um apoio completo de todos os vinte signatários.

## Texto final da Declaração
| Line | Texto original                                                            | Texto original                                                            | Tradução para português (baseado na tradução inglesa)                                 | Tradução para português (baseado na tradução inglesa)                                 |
| ---- | ------------------------------------------------------------------------- | ------------------------------------------------------------------------- | ------------------------------------------------------------------------------------- | ------------------------------------------------------------------------------------- |
| 1    | NUTARIMAS                                                                 | NUTARIMAS                                                                 | RESOLUÇÃO                                                                             | RESOLUÇÃO                                                                             |
| 2    | Lietuvos Taryba savo posėdyje vasario 16 d. 1918 m. vienu balsu nu-       | Lietuvos Taryba savo posėdyje vasario 16 d. 1918 m. vienu balsu nu-       | O Conselho da Lituânia em sua sessão de 16 de fevereiro de 1918 decidiu unanimemente  | O Conselho da Lituânia em sua sessão de 16 de fevereiro de 1918 decidiu unanimemente  |
| 3    | tarė kreiptis: į Rusijos, Vokietijos ir kitų valstybių vyriausybės šiuo   | tarė kreiptis: į Rusijos, Vokietijos ir kitų valstybių vyriausybės šiuo   | dirigir-se aos governos da Rússia, Alemanha e outros estados com a seguinte           | dirigir-se aos governos da Rússia, Alemanha e outros estados com a seguinte           |
| 4    | pareiškimu:                                                               | pareiškimu:                                                               | declaração:                                                                           | declaração:                                                                           |
| 5    | Lietuvos Taryba, kaipo vienintelė lietuvių tautos atstovybė, remdamos     | Lietuvos Taryba, kaipo vienintelė lietuvių tautos atstovybė, remdamos     | O Conselho da Lituânia, como representante único da nação lituana, baseado no         | O Conselho da Lituânia, como representante único da nação lituana, baseado no         |
| 6    | pripažintaja tautų apsisprendimo teise ir lietuvių Vilniaus konferencijos | pripažintaja tautų apsisprendimo teise ir lietuvių Vilniaus konferencijos | direito reconhecido de autodeterminação nacional, e da Conferência de Vilnius         | direito reconhecido de autodeterminação nacional, e da Conferência de Vilnius         |
| 7    | nutarimu rugsėjo mėn. 18–23 d. 1917 metais, skelbia atstatanti nepriklau- | nutarimu rugsėjo mėn. 18–23 d. 1917 metais, skelbia atstatanti nepriklau- | a resolução de 18-23 de setembro de 1917 proclama a restauração do independente       | a resolução de 18-23 de setembro de 1917 proclama a restauração do independente       |
| 8    | somą demokratiniais pamatais sutvarkytą Lietuvos valstybę su sostine      | somą demokratiniais pamatais sutvarkytą Lietuvos valstybę su sostine      | estado da Lituânia, fundado em princípios democráticos, com Vilnius como sua capital, | estado da Lituânia, fundado em princípios democráticos, com Vilnius como sua capital, |
| 9    | Vilniuje ir tą valstybę atskirianti nuo visų valstybinių ryšių, kurie     | Vilniuje ir tą valstybę atskirianti nuo visų valstybinių ryšių, kurie     | e declara o término de todos os laços de estado que anteriormente                     | e declara o término de todos os laços de estado que anteriormente                     |
| 10   | yra buvę su kitomis tautomis.                                             | yra buvę su kitomis tautomis.                                             | uniam este Estado a outras nações.                                                    | uniam este Estado a outras nações.                                                    |
| 11   | Drauge Lietuvos Taryba pareiškia, kad Lietuvos valstybės pama-            | Drauge Lietuvos Taryba pareiškia, kad Lietuvos valstybės pama-            | O Conselho da Lituânia também declara que a fundação do Estado lituano e              | O Conselho da Lituânia também declara que a fundação do Estado lituano e              |
| 12   | tus ir jos santykius su kitomis valstybėmis privalo galutinai nustatyti   | tus ir jos santykius su kitomis valstybėmis privalo galutinai nustatyti   | suas relações com outros países serão finalmente determinadas pela                    | suas relações com outros países serão finalmente determinadas pela                    |
| 13   | kiek galima graičiau sušauktas steigiamasis seimas, demokratiniu budu     | kiek galima graičiau sušauktas steigiamasis seimas, demokratiniu budu     | assembleia Constituinte, a ser convocada assim que possível, eleita democraticamente  | assembleia Constituinte, a ser convocada assim que possível, eleita democraticamente  |
| 14   | visų jos gyventojų išrinktas.                                             | visų jos gyventojų išrinktas.                                             | por todos os seus habitantes.                                                         | por todos os seus habitantes.                                                         |
| 15   | Lietuvos Taryba pranešdama apie tai .....................                 | Lietuvos Taryba pranešdama apie tai .....................                 | O Conselho da Lituânia ao informar o Governo de ..................... desta execução  | O Conselho da Lituânia ao informar o Governo de ..................... desta execução  |
| 16   | vyriausybei, prašo pripažinti nepriklausomą Lietuvos valstybę.            | vyriausybei, prašo pripažinti nepriklausomą Lietuvos valstybę.            | requere o reconhecimento do Estado Independente da Lituânia.                          | requere o reconhecimento do Estado Independente da Lituânia.                          |
|      |                                                                           |                                                                           |                                                                                       |                                                                                       |
| 17   |                                                                           | Dr. Jonas Basanavičius                                                    |                                                                                       | Dr. Jonas Basanavičius                                                                |
| 18   |                                                                           | Saliamonas Banaitis                                                       |                                                                                       | Saliamonas Banaitis                                                                   |
| 19   |                                                                           | Mykolas Biržiška                                                          |                                                                                       | Mykolas Biržiška                                                                      |
| 20   | Vilniuje, vasario 16 d. 1918 m.                                           | Kazys Bizauskas                                                           | Em Vilnius, 16 de fevereiro de 1918                                                   | Kazys Bizauskas                                                                       |
| 21   |                                                                           | Pranas Dovydaitis                                                         |                                                                                       | Pranas Dovydaitis                                                                     |
| 22   | Jurgis Šaulys                                                             | Steponas Kairys                                                           | Jurgis Šaulys                                                                         | Steponas Kairys                                                                       |
| 23   | Jokūbas Šernas                                                            | Petras Klimas                                                             | Jokūbas Šernas                                                                        | Petras Klimas                                                                         |
| 24   | Antanas Smetona                                                           | Donatas Malinauskas                                                       | Antanas Smetona                                                                       | Donatas Malinauskas                                                                   |
| 25   | Jonas Smilgevičius                                                        | Vladas Mironas                                                            | Jonas Smilgevičius                                                                    | Vladas Mironas                                                                        |
| 26   | Justinas Staugaitis                                                       | Stanisław Narutowicz                                                      | Justinas Staugaitis                                                                   | Stanisław Narutowicz                                                                  |
| 27   | Aleksandras Stulginskis                                                   | Alfonsas Petrulis                                                         | Aleksandras Stulginskis                                                               | Alfonsas Petrulis                                                                     |
| 28   | Jonas Vailokaitis                                                         | Kazimieras Steponas Šaulys                                                | Jonas Vailokaitis                                                                     | Kazimieras Steponas Šaulys                                                            |
| 29   | Jonas Vileišis                                                            |                                                                           | Jonas Vileišis                                                                        |                                                                                       |

## Caminho para a Declaração: representação gráfica
Nota: as cores das seções funcionais correspondem as linhas coloridas no texto original acima.
|                                                                               |  |                                                  |                                                                   |                   | Parte I    |          |                           |                           |                           |            |            |
| Resolução da Conferência de Vilnius 18-22 de Setembro de 1917                 |  |                                                  |                                                                   |                   |            |          |                           |                           |                           |            |            |
|                                                                               |  |                                                  |                                                                   | Parte II          |            |          |                           |                           |                           |            |            |
|                                                                               |  |                                                  |                                                                   |                   |            |          |                           |                           |                           |            |            |
|                                                                               |  |                                                  |                                                                   |                   |            |          |                           |                           |                           |            |            |
|                                                                               |  |                                                  |                                                                   |                   | Parte I    |          |                           |                           |                           |            |            |
| Declaração de 11 de Dezembro de 1917                                          |  |                                                  |                                                                   |                   |            |          |                           |                           |                           |            |            |
|                                                                               |  |                                                  |                                                                   | Parte II          |            |          |                           |                           |                           |            |            |
|                                                                               |  |                                                  |                                                                   |                   |            |          |                           |                           |                           |            |            |
|                                                                               |  |                                                  |                                                                   |                   |            |          |                           |                           |                           |            |            |
|                                                                               |  | Editado em sessão                                | Editado em sessão                                                 | Editado em sessão |            |          | Editado por Petras Klimas | Editado por Petras Klimas | Editado por Petras Klimas |            |            |
|                                                                               |  |                                                  |                                                                   |                   |            |          |                           |                           |                           |            |            |
|                                                                               |  |                                                  |                                                                   |                   |            |          |                           |                           |                           |            |            |
| Declaração de 8 de Janeiro de 1918                                            |  |                                                  |                                                                   | Disposição        | Disposição | Cláusula | Cláusula                  |                           |                           |            |            |
|                                                                               |  |                                                  |                                                                   |                   |            |          |                           |                           |                           |            |            |
|                                                                               |  |                                                  | Editado por Steponas Kairys, Stanisław Narutowicz, Jonas Vileišis |                   |            |          |                           |                           |                           |            |            |
|                                                                               |  |                                                  |                                                                   |                   |            |          |                           |                           |                           |            |            |
|                                                                               |  |                                                  |                                                                   |                   |            |          |                           |                           |                           |            |            |
| Esboço de 1 de Fevereiro de 1918                                              |  | Promulgação                                      | Promulgação                                                       | Disposição        | Disposição | Cláusula | Cláusula                  | Notificação               | Notificação               |            |            |
|                                                                               |  |                                                  |                                                                   |                   |            |          |                           |                           |                           |            |            |
|                                                                               |  | Editado pelo Conselho e quatro membros afastados |                                                                   |                   |            |          |                           |                           |                           |            |            |
|                                                                               |  |                                                  |                                                                   |                   |            |          |                           |                           |                           |            |            |
| Esboço de 15 de Fevereiro de 1918                                             |  | Promulgação                                      | Promulgação                                                       | Disposição        | Disposição | Cláusula | Cláusula                  | Notificação               | Notificação               |            |            |
|                                                                               |  |                                                  |                                                                   |                   |            |          |                           |                           |                           |            |            |
|                                                                               |  | Editado por Petras Klimas                        |                                                                   |                   |            |          |                           |                           |                           |            |            |
|                                                                               |  |                                                  |                                                                   |                   |            |          |                           |                           |                           |            |            |
|                                                                               |  |                                                  |                                                                   |                   |            |          |                           |                           |                           |            |            |
| Declaração de Independência da Lituânia Declaração de 16 de Fevereiro de 1918 |  | Promulgação                                      | Promulgação                                                       | Disposição        | Disposição | Cláusula | Cláusula                  | Notificação               | Notificação               | Eschatocol | Eschatocol |
|                                                                               |  |                                                  |                                                                   |                   |            |          |                           |                           |                           |            |            |
| [ 18 ]                                                                        |  |                                                  |                                                                   |                   |            |          |                           |                           |                           |            |            |

## Consequências

### Lituânia

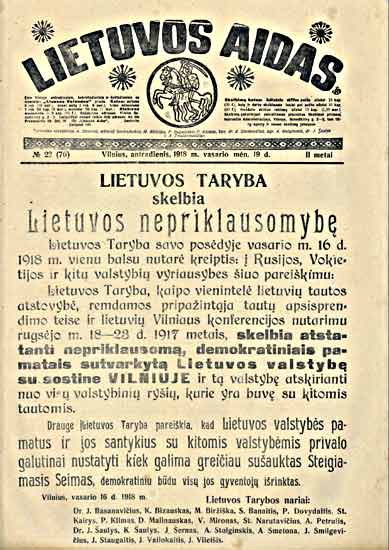
A primeira página de Lietuvos aidas com o texto da Declaração. A maior parte do assunto foi confiscado pelas autoridades alemãs

Logo após a assinatura, a Declaração foi levada à Alemanha e entregue aos partidos no Reichstag. Em 18 de fevereiro, o texto foi re-impresso em jornais alemães, incluindo Das Neue Litauen, Vossische Zeitung, Taegliche Rundschau e Kreuzzeitung. Na Lituânia, um texto da proclamação foi preparado para impressão nos jornais, particularmente no Lietuvos aidas, o jornal do Conselho estabelecido por Antanas Smetona; mas as autoridades alemãs proibiram esta publicação. Apesar da maioria das cópias sobre o assunto terem sido confiscadas, o editor do jornal, Petras Klimas, conseguiu esconder cerca de 60 delas. Esta censura significou que a distribuição e disseminação da Declaração era ilegal na Lituânia.
Em 3 de março de 1918, a Alemanha e a então bolchevique Rússia assinaram o Tratado de Brest-Litovsk. Ele declarava que os nações bálticas estavam na zona de interesse alemã e que a Rússia renunciava a quaisquer reivindicações sobre eles. Em 23 de março, a Alemanha reconheceu a Lituânia independente sobre as bases da declaração de 11 de dezembro. Entretanto, fundamentalmente, nada havia mudado tanto na Lituânia ou no status do Conselho: todos os esforços para estabelecer uma administração foram obstruídos. Esta situação mudou quando a Revolução Alemã começou e a Alemanha saiu da guerra no outono de 1918 – não estava mais na posição de ditar termos. O Conselho da Lituânia adotou a primeira constituição provisória em 2 de novembro. As funções do governo foram encarregadas a um conselho diretor de três membros, e Augustinas Voldemaras foi convidado para formar o primeiro Gabinete de Ministros da Lituânia. O primeiro governo foi formado em 11 de novembro de 1918, no dia que a Alemanha assinou o Armistício de Compiègne. O Conselho imediatamente começou a organizar um exército, polícia, municipalidades e outras instituições. A independência proclamada estava estabelecida.

### A Declaração
Duas cópias da Declaração foram assinadas: a original e uma duplicata. A original foi dada a Jonas Basanavičius para salvaguardar e proteger. A original nunca foi publicada ou usada em qualquer assunto público; sua existência foi primeiramente mencionada à imprensa em 1933. O paradeiro da original permanece desconhecido. A duplicata foi usada nos negócios cotidianos, e foi arquivada nos arquivos do presidente até 15 de junho de 1940, o dia que a Lituânia perdeu sua independência e foi ocupada pelos soviéticos. Após esta data, o documento desapareceu. Nem a original ou a duplicata foi localizada; historiadores e aventureiros continuam a procurar por elas. Em 2006, um time de engenheiros procurou nas paredes da antiga casa de Petras Vileišis. Duas fac-símiles da duplicata foram produzidas, uma em 1928 e a outra em 1933. A reprodução de 1928 é uma reprodução mais próxima da Declaração em seu estado original; existem erros de ortografia e o fundo é visualmente "poluído", enquanto a reprodução de 1933 mostra a Declaração em uma condição "melhorada".

### Os signatários
A maior parte dos signatários da Declaração permaneceu ativa na vida cultural e política da Lituânia independente. Jonas Vileišis serviu na Seimas e como prefeito de Kaunas; Saliamonas Banaitis estava envolvido em finanças, abrindo diversos bancos. Dentre os signatários estavam dois futuros Presidentes da Lituânia, Antanas Smetona e Aleksandras Stulginskis. Jonas Basanavičius, presidente do Conselho da Lituânia, retornou a uma vida acadêmica, seguindo sua pesquisa na cultura e folclore lituanos. Cinco signatários morreram antes da Segunda Guerra Mundial começar; três faleceram durante a ocupação nazista. Aqueles que não emigraram aos países do oeste se tornaram prisioneiros políticos após a Lituânia ser ocupada pela União Soviética.
Aleksandras Stulginskis e Petras Klimas foram mandados à prisão na Sibéria pelas autoridades soviéticas, mas sobreviveram e retornaram à Lituânia; Pranas Dovydaitis e Vladas Mironas foram também enviados à Sibéria, mas morreram lá. Kazys Bizauskas desapareceu durante o inverno de 1941 enquanto era transportado a uma prisão soviética em Minsk; ele foi presumidamente morto a tiros junto com vários outros prisioneiros. Donatas Malinauskas também desapareceu durante as deportações em massa para a Sibéria que ocorreram na Lituânia em 14 de junho de 1941; seu destino e seu local de sepultamento nunca foram determinados.
Vários signatários foram para exílio, incluindo Jurgis Šaulys e Kazimieras Steponas Šaulys, que morreram na Suíça. Antanas Smetona, Mykolas Biržiška e Steponas Kairys encontraram seus últimos locais de descanso nos Estados Unidos.

## Legado

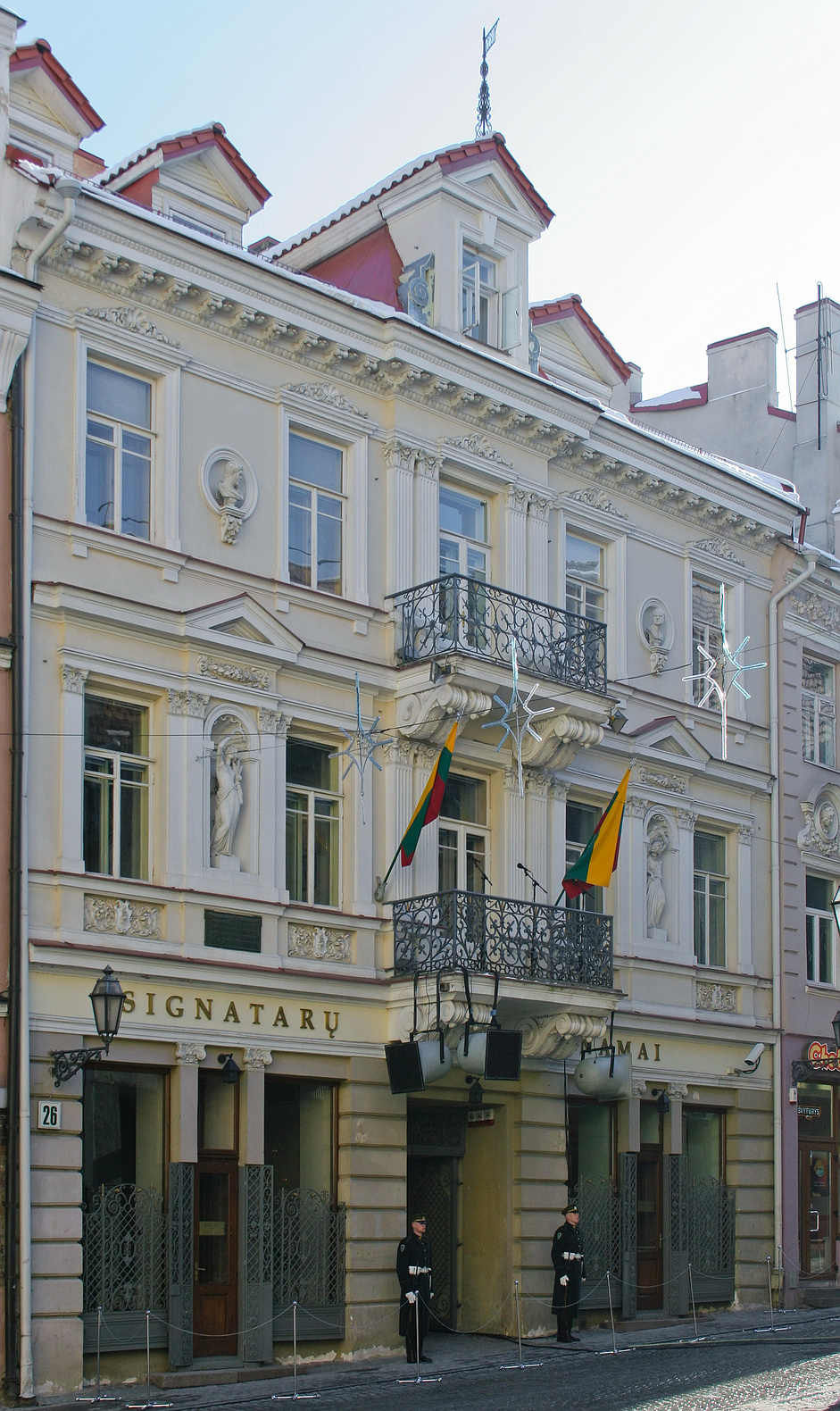
A Casa dos Signatários em 16 de fevereiro de 2007.

A Declaração de 16 de Fevereiro proclamou o restabelecimento (atstatyti) do estado lituano, fazendo dele o sucessor do estado lituano histórico, o Grão Ducado da Lituânia. A respeito disso, o Conselho se desviou da resolução adotada pela Conferência de Vilnius que pedia o estabelecimento (sudaryti) de um estado lituano. Entretanto, foi deixado claro que o novo estado seria bem diferente do antigo Ducado: seria organizado somente em terras étnicas lituanas e seria governado por princípios democráticos, em oposição ao Ducado multi-étnico que havia sido controlado pela aristocracia. O término dos laços que uniam a Lituânia a outros estados foi dirigido à Alemanha, Rússia, e Polônia, todos os quais tinham seus próprios planos para o país. Apesar de não dirigida diretamente, a Declaração renunciou a qualquer tentativa de ressuscitar a antiga união Polonesa-Lituana.
A Declaração de 16 de fevereiro de 1918 é a base legal para a existência da Lituânia dos dias atuais, durante o período entre-guerras e desde 1990. A Declaração tornou-se um dos elementos essenciais durante a restauração da independência da Lituânia da União Soviética em 1990. Um parágrafo na Declaração de Restabelecimento do Estado da Lituânia, entregue em 11 de março de 1990, afirmava:
| “ | A Declaração de Independência de 16 de Fevereiro de 1918 do Conselho da Lituânia e o decreto de 15 de maio de 1920 da Assembléia Constituinte (Seimas) sobre o restabelecido estado democrático da Lituânia nunca perdeu seu efeito legal e compreende a fundação constitucional do Estado da Lituânia. | ” |

Esta formulação enfatizou a continuidade das duas Declarações legais. A Declaração de 16 de Fevereiro de 1918 e sua sucessora, a Declaração de 11 de Março de 1990, são lembradas como dois dos maiores desenvolvimentos da sociedade lituana no século XX.

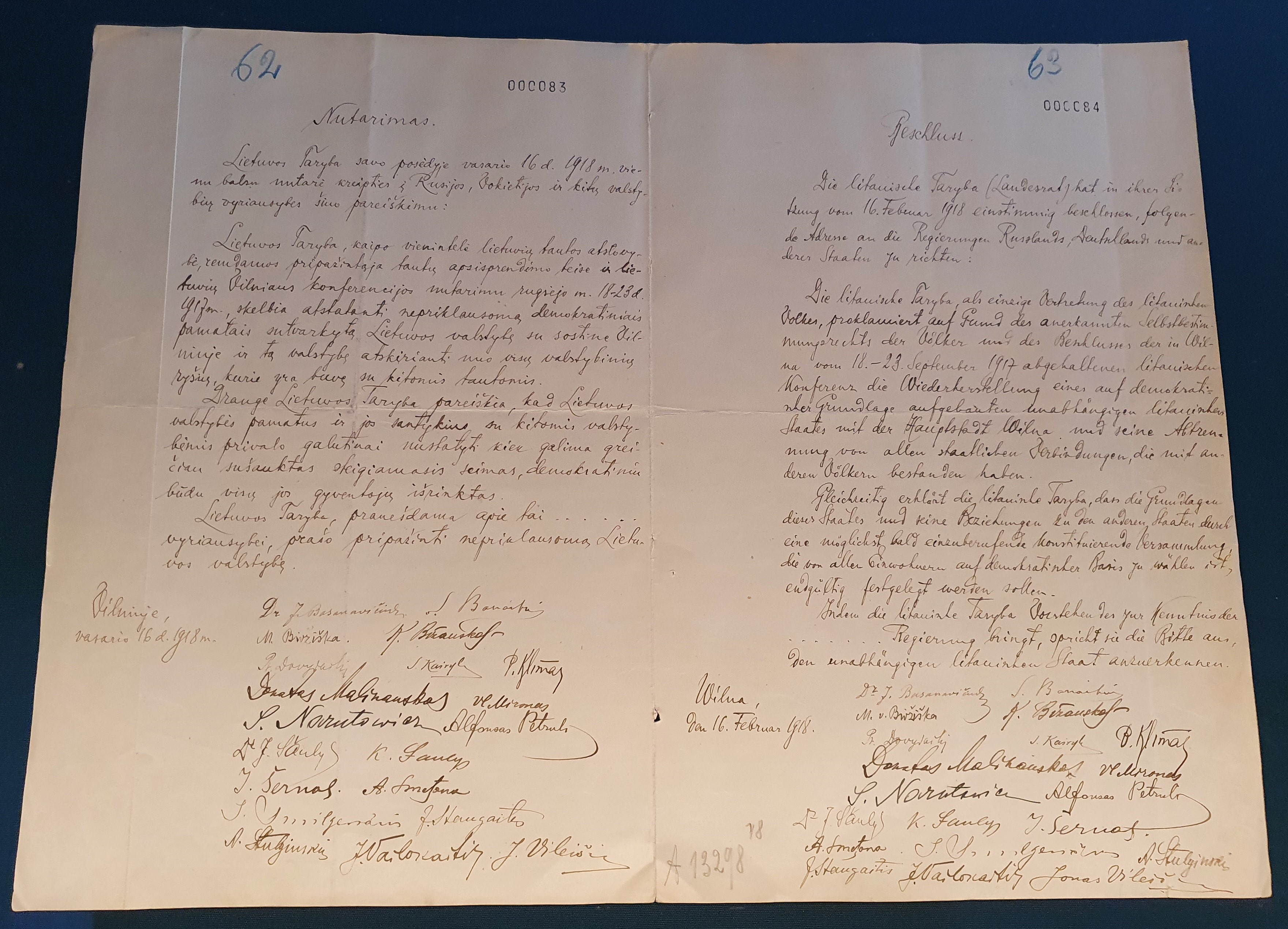
Originais manuscritos do Ato de Independência da Lituânia nas línguas lituana (à esquerda) e alemão (à direita), exibidos em Kaunas em 2022

O dia 16 de fevereiro na Lituânia é hoje em dia um feriado oficial. Neste dia, várias cerimônias são realizadas em toda a Lituânia, mas a comemoração principal é celebrada na Casa dos Signatários em Vilnius, onde a Declaração foi assinada em 1918. Durante este rito a bandeira da Lituânia é içada, e ativistas culturais e políticos lituanos proferem discursos da sacada às pessoas reunidas abaixo. Missas especiais em igrejas e catedrais também são proferidas. Honrando o legado da Declaração, o Presidente da Lituânia hospeda uma recepção para os signatários da Declaração de 11 de Março de 1990, no Palácio Presidencial.
Em 1992, um prêmio foi estabelecido em homenagem a Jonas Basanavicius, que dirigia o Conselho da Lituânia quando a Declaração de 16 de Fevereiro foi assinada. O Prêmio Jonas Basanavičius é concedido a trabalhos distintos realizados nos últimos cinco anos nos campos de estudos étnicos e culturais. O prêmio é conferido na Casa dos Signatários, em homenagem à sua história.